# Hush-a-Bye Baby
Hush-a-Bye Baby è un film del 1990 diretto da Margo Harkin.
Ha vinto il Pardo per la miglior interpretazione femminile e il Premio della giuria ecumenica al Festival di Locarno 1990.